# Claudia Gahrke

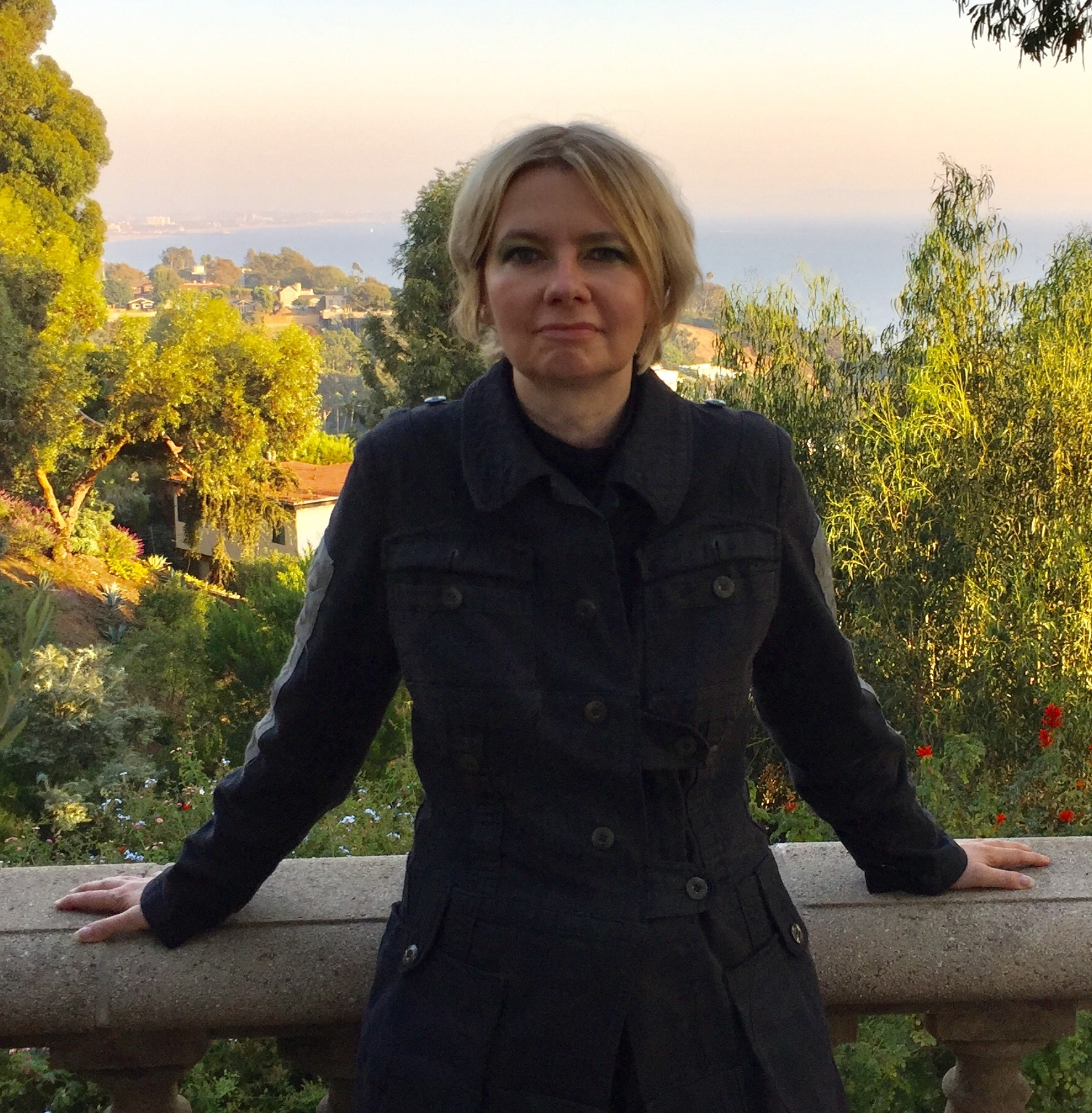
Claudia Gahrke auf dem Balkon der Villa Aurora 2017

Claudia Gahrke (* 9. Januar 1966 in Duisburg) ist eine deutsche Schauspielerin, Hörspielsprecherin, Hörspielautorin und Rezitatorin.

## Leben
Claudia Gahrke verbrachte ihre ersten Lebensjahre in Duisburg-Meiderich als Tochter der Verkäuferin Christel und des Schornsteinfegers Manfred Gahrke. Als sie elf Jahre alt war, zogen ihre Eltern beruflich bedingt nach Solingen. Sie besuchte die August-Dicke-Schule und legte dort das Abitur ab.

## Beruflicher Werdegang
Nach dem Ende der Schulzeit wurde Claudia Gahrke von einem freien Theaterensemble engagiert, bei dem sie gleich Hauptrollen spielte. 1990 wechselt sie zur Volksbühne Solingen, wo ihre langjährige Zusammenarbeit mit Andreas Schäfer begann. Dort wurde der Schauspieler Günter Lamprecht auf die beiden aufmerksam. Er wurde 1994 Schirmherr ihrer künstlerischen Projekte was er bis zu seinem Tod blieb.
Gahrke besuchte die Master Class des Actors Studio-Mitbegründers Robert Lewis am Europäischen Schauspieler Institut und nahm drei Jahre Sprechunterricht bei Günter Wirth in Bonn. Seit 1995 ist sie freie Schauspielerin, arbeitet aber regelmäßig mit ihrem Partner Andreas Schäfer in diversen Projekten zusammen. 1995 begann Gahrke auch als Hörspielsprecherin u. a. für den WDR. 2001 war sie Stipendiatin des Internationalen Forum beim Berliner Theatertreffen.

## Werk
Ein Schwerpunkt von Claudia Gahrke sind Stoffe von den Nazis verfolgter Künstler wie Else Lasker-Schüler, Henriette Hardenberg, Lili Grün oder Charlotte Salomon mit dem Hörbuchpreisträger 2006 Bodo Primus. 2017 startete in Stockholm das Projekt Transitraum Else. Beteiligt war dort die Schauspielerin Inger Nilsson. Weitere Stationen folgten in Dublin, Zürich, New York und Pacific Palisades. In der Feuchtwanger-Villa Villa Aurora trat Lainie Kazan an der Seite von Claudia Gahrke auf. Im Goethe-Institut London und im Zentrum für verfolgte Künste war es John Nettles. 2017 wurde Claudia Gahrke für den Deutschen Kinderhörbuchpreis nominiert. Seit dem Jahr 2000 tritt sie regelmäßig bei internationalen Lesungen der Else-Lasker-Schüler-Gesellschaft auf.
Im Dezember 2021 veröffentlichte sie auf Valve Records und diversen digitalen Plattformen ihr erstes selbst geschriebenes Hörspiel: Intropolis - ein Körperkrimi, bei dem sie bis auf eine Rolle alle selbst einsprach. Die Rolle des Radiosprechers übernahm Ron Williams. 2022 trat sie als Merteuil mit Christian Brückner in einer szenischen Lesung von Heiner Müllers Quartett auf, eine Rolle, die sie schon 1994 verkörpert hatte. Im Dezember 2022 erschien ihr zweites Hörspiel Leopardenflecken auf Handrücken, für das Christian Brückner die zweite Hauptrolle einsprach. Im Oktober 2024 hatte im Theater Solingen ihr Stück Warten auf die Freiheit nach den Erinnerungen des Malers und Widerstandskämpfers Ernst Walsken seine Uraufführung, in dem sie auch eine der Hauptrollen spielte.
Seit 2011 spricht Gahrke die Rolle der Juno in dem Videospiel Assassin’s Creed.

## Theater und Lesungen (Auswahl)
- König Ubu von Alfred Jarry, mit dem Auer Orchester, Solingen
- Die Nächte der Cabiria von Federico Fellini, Solingen
- Quartett von Heiner Müller, Solingen, Marburg, Stuttgart, London
- Sid & Nancy von Ben Becker, Düsseldorf
- All Around the World, EXPO 2000 für die Deutsche Telekom, Hannover
- Real Poetry, Berlin, Wuppertal, Köln, Breslau
- Ich bin eine Mikrobe, Fraunhofer-Gesellschaft, Dresden
- ContractFuture 2030, Initiativkreis Ruhrgebiet, Essen
- Leben? Oder Theater? von Charlotte Salomon, Wuppertal, Berlin, Wien, Sanary-sur-Mer, Tel Aviv
- IchundIch von Else Lasker-Schüler, Solingen, Wuppertal
- Ratten und andere Viecher, literarische Begleitung zur Kunstausstellung „Die letzten Tage der Menschheit“ von Deborah Sengl, im Forum Kunst, Millstatt, Österreich
- Transit Lounge Else über Else Lasker-Schüler, Stockholm, Zürich, New York, Pacific Palisades, London, Dublin
- Das Orlando-Projekt nach Virginia Woolf, Solingen
- Ernst Walsken: Warten auf die Freiheit, Solingen

## Hörspiele (Auswahl)
- 1998: Autorenteam: Schräges Leben-Schönes Lieben. (Daily Radio Soap) – Regie: Thomas Leutzbach, Petra Feldhoff (WDR5)
- 1998: Avril Rowlands: Radau an Bord. Herrn Noahs geheime Tagebücher. – Regie: Angeli Backhausen (WDR5)
- 1998: Nadia Malverti: Nono Cosimo sucht den Weihnachtsmann. (3. Teil Unter Wolkenkratzern) – Regie: Angeli Backhausen (WDR5)
- 1999: Friedel Thiekötter: Westfälischer Friede – Münster 1648. Von Menschen und Metzeleien. – Regie: Burkhard Ax (WDR3)
- 1999: Kerstin Rech: Kennen Sie Frau Zapf. – (Krimi am Samstag) – Regie: Hein Bruehl (WDR5)
- 1999: Ulrike Klausmann: Im Land der Trolle und Elfen. – Regie: Angeli Backhausen (WDR5)
- 1999: Stephen King: Friedhof des Grauens. – Regie: Thomas Werner (WDR5)
- 1999: Hans-Peter Metzler: Pussy Kisses – Ein Popdrama. – Regie: Petra Feldhoff (Eins Live)
- 2000: Ulrike Klausmann: Zauberin Natur. (2. Teil Das Korn) – Regie: Petra Feldhoff (WDR5)
- 2000: Philip Stegers: S-Bahn fahr’n. – Regie: Detlef Meissner (WDR5)
- 2019: Raymond Chandler: Der große Schlaf. – Live-Hörspiel mit: Bodo Primus, Philipp Schepmann und dem Übersetzer: Frank Heibert. (Sounddesign: Peter Schilske)
- 2021: Claudia Gahrke: Intropolis - ein Körperkrimi - Regie: Claudia Gahrke (Valve Records)
- 2022: Andreas Schäfer: Sushi : das Hörspiel - Regie: Andreas Schäfer (Valve Records)
- 2022: nach Virgina Woolf: Das Orlando-Projekt : Das Hörspiel - Regie: Andreas Schäfer (Valve Records)
- 2022: Claudia Gahrke: Leopardenflecken auf Handrücken - Regie: Claudia Gahrke (Valve Records)

## Hörfunk-Features / -Dokumentationen (Auswahl)
- 1999: Rainer Scholz: An den duftenden Gestaden der Halmahera See. – Regie: Angeli Backhausen (WDR3, NDR, SR)
- 1999: Die Eskalation auf dem Amselfeld und der Mord an Jussuf Gervalla . – (WDR, NDR, SR)
- 1999: Jan Jublinski: Klösterliche Heilkunst. – Regie: Detlev Ihnken (WDR5)
- 2002: Asne Seierstad: Mit dem Rücken zur Welt – Titos Erben. – (Teil 1–5) Regie: Detlef W. Meissner (WDR5)
- 2003: A. Raschid: 1888: Geburtstag des britischen Archäologen und Schriftstellers Thomas Edward Lawrence. – Regie: Helga Mathea (WDR5)
- 2011: Freistil Eigen: Schnitt-Muster. – Feature (DLF)

## Hörbücher (Auswahl)
- Sherlock Holmes 50 – Shosecombe Old Place – von Sir Arthur Conan Doyle. Hamburg: Maritim-Verlag 2010, ISBN 978-3-86714-317-2
- Pater Brown 26 – Todbringende Eucharistie. von Gilbert Keith Chesterton. Hamburg: Maritim-Verlag 2010, ISBN 978-3-86714-280-9
- Beyond the Veil. von Maureen Butcher. Hamburg: Maritim-Verlag 2010, ISBN 978-3-86714-286-1
- Die kreisende Weltfabrik: Claudia Gahrke liest Else Lasker-Schüler. Solingen: Valve Records 2011, ISBN 978-3-00-034993-5
- Albert Einstein – Triumpf des Denkens. von Berit Hempel. Köln: Headroom 2013, ISBN 978-3-942175-35-7
- Thomas Alva Edison – Zauberer des Lichts. von Ute Welteroth. Köln: Headroom 2016, ISBN 978-3-942175-15-9
- Ein Fall für Buffy. von Ulf Nilsson. Köln: Headroom 2017, ISBN 978-3-942175-92-0
- Wolfgang Amadeus Mozart – Wunderkind und Musikrebell. von Ute Welteroth. Köln: Headroom 2017, ISBN 978-3-942175-88-3
- Mach die Biege, Fliege. von Kai Pannen. Köln: Headroom 2017, ISBN 978-3-942175-80-7
- Fiete – Die ersten drei Abenteuer. Köln: Lübbe Audio 2020, ISBN 978-3-7857-5376-7
- Das Glück ist zum Greifen da: von Sylvia Deloy. -Köln: Lübbe Audio 2020, ISBN 978-3-8387-9229-3
- Mordseeluft. von Emmi Johannsen. Köln: Lübbe Audio 2020, ISBN 978-3-7857-8121-0
- Vorwiegend heiter: Claudia Gahrke liest zumeist lustige Gedichte. Solingen: Valve Records 2021, ISBN 978-3-00-067501-0
- Mordseestrand. von Emmi Johannsen. Köln: Lübbe Audio 2021, ISBN  978-3-8387-9724-3
- Mordseefest. von Emmi Johannsen. Köln: Lübbe Audio 2022.  ISBN 978-3-7540-0228-5
- Die Nazis kannten meinen Namen. von Magda Hellinger, Köln: Lübbe Audio 2022, ISBN 978-3-7540-0474-6
- Mordseebrand. von Emmi Johannsen. Köln: Lübbe Audio 2023.  ISBN 978-3-7540-0772-3
- Mordseemusik. von Emmi Johannsen. Köln: Lübbe Audio 20253.

## Videogames
- Assassin’s Creed: Brotherhood. Düsseldorf: Ubisoft 2011
- Assassin’s Creed: Revelations. Düsseldorf: Ubisoft 2011
- Assassin's Creed III. Düsseldorf: Ubisoft 2012
- Assassin’s Creed IV: Black Flag. Düsseldorf: Ubisoft 2013
- Assassin’s Creed Syndicate. Düsseldorf: Ubisoft 2015
- Assassin’s Creed Odyssey. Düsseldorf: Ubisoft 2018
- Assassin’s Creed Valhalla. Düsseldorf: Ubisoft 2020